# هولندا وأسلحة الدمار الشامل
رغم عدم حيازة هولندا لأسلحة دمار شامل من صنعها، فإنها تشارك في ترتيبات خطة المشاركة النووية لحلف شمال الأطلسي وتدرِّب على نقل الأسلحة النووية الأمريكية.
تُعَّد هولندا أيَضًا إحدى الدول المنتجة للمواد التي يمكن استخدامها لصنع العناصر القاتلة، والأسلحة الكيميائية، والأنواع الأخرى من أسلحة الدمار الشامل. فقد زودت عدة شركات هولندية الولايات المتحدة وإسرائيل وباكستان بمكونات لهذه الأسلحة.[بحاجة لمصدر]
صدَّقت هولندا على بروتوكول جنيف في 31 أكتوبر 1930. كما صدّقت على معاهدة حظر الأسلحة البيولوجية في 10 أبريل 1972 ومعاهدة حظر الأسلحة الكيميائية في 30 يونيو 1995.

## خطة مشاركة الأسلحة النووية بين الولايات المتحدة – حلف شمال الأطلسي
صدَّقت هولندا على معاهدة الحد من انتشار الأسلحة النووية (إن بّي تي) في 2 مايو 1975.
في الماضي (منذ الستينيات وحتى التسعينيات في القرن العشرين)، شاركت هولندا في نشر قذائف المدفعية النووية التابعة لحلف شمال الأطلسي بمدافعها الخفيفة ذاتية الدفع ووحدات القذائف في سلاح المدفعية. خُزِّنت هذه القذائف والرؤوس الحربية التي يبلغ طولها 8 بوصات لصاروخ أونست جون، وصاروخ إم جي إم -52 لانس اللاحق، في مخازن الذخيرة الخاصة في إيتهاردى وهافلتيربيرغ. هذه الأسلحة لم تعد تعمل.

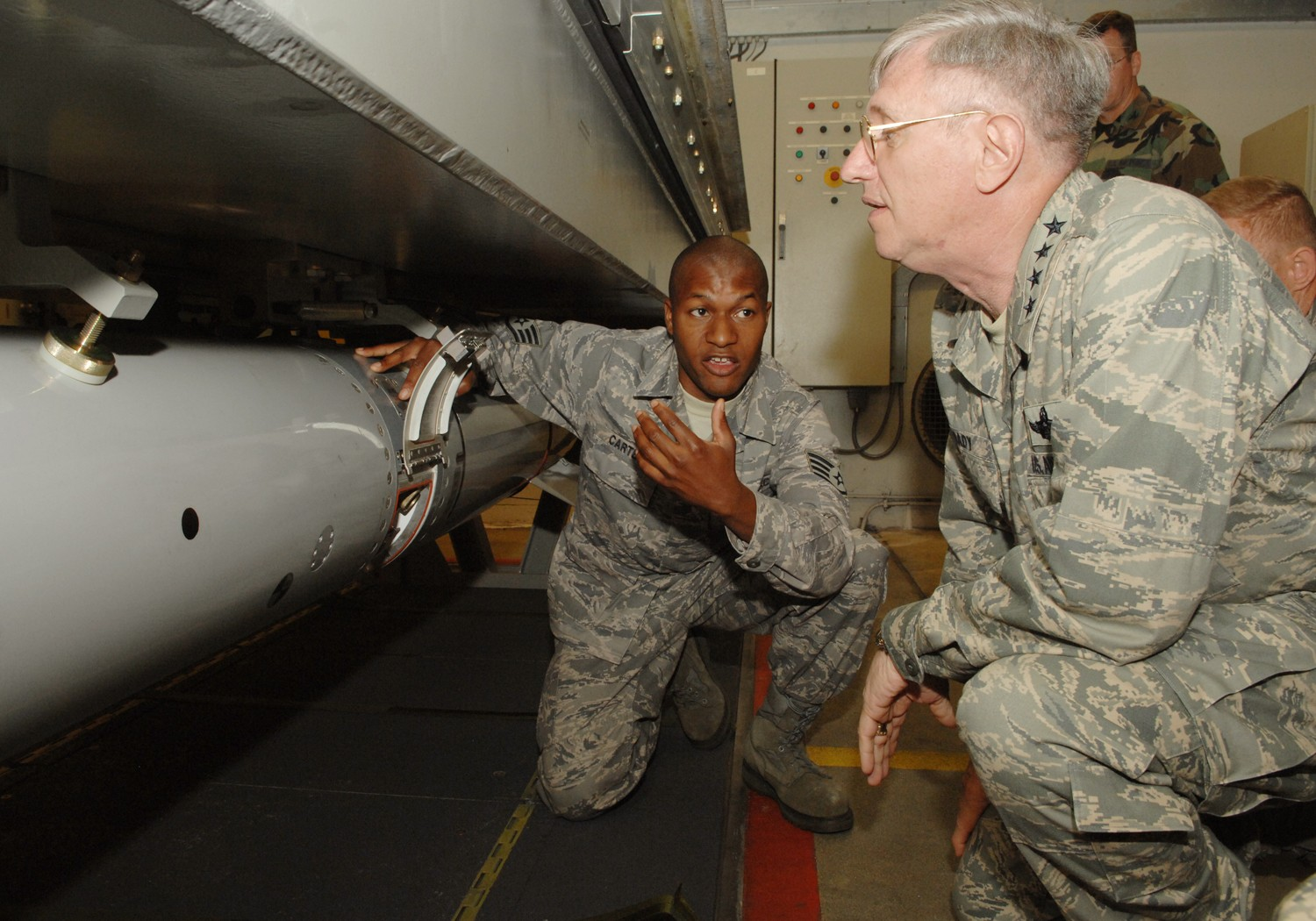
الجنرال القائد في القوات الجوية للولايات المتحدة في أوروبا روجر أ. برادي يتفقد إجراء نزع السلاح على نموذج في قاعدة فولكل الجوية بهولندا.

حتى عام 2006، كانت طائرات لوكهيد-بيه 3 أوريون، وأسلافها لوكهيد بيه-2 نبتون التابعة للبحرية الملكية الهولندية ومقرها في المحطة البحرية الجوية السابقة فالكنبورغ في كاتفايك وكوراساو في منطقة البحر الكاريبي مخصصةً للقنابل النووية للأعماق التابعة للبحرية الأمريكية (إن دي بي) لاستخدامها في الحرب ضد الغواصات. كانت هذه الأسلحة في الأصل من نوع مارك 101، وتنتج ما يوازي 11 ألف طن من التي إن تي. وقد استُبدلت لاحقًا بأخرى من نوع مارك 57 (التي يشار إليها أيضًا باسم بي-57).
خُزِّنت القنابل النووية للأعماق (إن دي بي) تحت حراسة البحرية الأمريكية في مقر سلاح الجو الملكي في سانت موغان، كورنوال، المملكة المتحدة، والذي احتوي أيضًا 60 سلاحًا مشابهًا تستخدمها طائرة أفرو شاكلتون التابعة لسلاح الجو الملكي وطائرة هوكر سايدلي نمرود. اتُفِق على ترتيبات التخزين تلك عام 1965 بين رئيس الوزراء البريطاني هارولد ويلسون والرئيس ليندون جونسون في مذكرة رفعت عنها السرية حاليًا في أرشيفات المملكة المتحدة.
في عام (2008)، كانت القوات الجوية الأمريكية لا تزال توفر 22 قنبلة نووية تعبوية (تكتيكية) من طراز بي 61 لتستخدمها هولندا بموجب خطة المشاركة النووية لحلف شمال الأطلسي. تُخزَّن هذه الأسلحة في قاعدة فولكل الجوية، وفي وقت الحرب، يمكن أن تنقلها طائرات سلاح الجو الملكي الهولندي طراز إف-16 (لم تعترف أو تنكر الحكومة الهولندية رسميًا وجود هذه الأسلحة، لكن رئيسا الوزراء السابقيّن دريس فان أغت ورود لوبرز اعترفا بوجودها عام 2013).

تعتقد العديد من الدول[من؟] أن هذا ينتهك المادتين الأولى والثانية من معاهدة الحد من انتشار الأسلحة النووية، التي تلتزم بها هولندا:[بحاجة لمصدر]
«.. عدم استضافة أي مُطلِقات من أي مُطلِق أو أيٍ كان للأسلحة النووية أو غيرها من الأجهزة المتفجرة النووية أو السيطرة على هذه الأسلحة أو الأجهزة المتفجرة بشكل مباشر أو غير مباشر... أو الحصول على أسلحة نووية أو غيرها من الأجهزة المتفجرة النووية...».
تصر الولايات المتحدة على أن قواتها تتحكم في الأسلحة وأنها لا تهدف إلى إطلاق القنابل النووية أو السيطرة عليها «ما لم وإلى أن يُتخذ قرار بالبدء في حرب، لا تكون [معاهدة الحد من انتشار الأسلحة النووية] مسيطرة عليها»، لذلك ليس هناك خرق لمعاهدة الحد من انتشار الأسلحة النووية.

## الإنتاج الهولندي لسلائف الأسلحة الكيميائية
إلى جانب شركات من المملكة المتحدة، وفرنسا، وألمانيا، والولايات المتحدة، وبلجيكا، وإسبانيا، والهند، والبرازيل، زودت الشركات الهولندية العراق بالمواد الكيميائية التي استُخدمت كمركبات طليعية لإنتاج أسلحة كيميائية لاستخدامها ضد إيران في الحرب الإيرانية العراقية.
لتضررهم من الحرب الكيميائية خلال الحرب الإيرانية العراقية (1980-1988)، قدم 2000 مواطن إيراني لائحة اتهام قبل بضع سنوات أمام محكمة في طهران ضد تسع شركات زودت صدام حسين بمثل هذه المواد الكيميائية، و455 شركة أمريكية وأوروبية، ثلثاهم شركات ألمانية، قدمت مساعدات للعراق خلال حربها مع إيران. نشرت الأمم المتحدة تقريرًا يتكون من 12000 صفحة حول النزاع وأسماء الشركات المعنية.[بحاجة لمصدر]

## تجارب الغاز السام
في 20 فبراير 2008، كُشِفَ عن إجراء هولندا لتجارب حرب كيميائية باستخدام غاز الأعصاب في أوائل خمسينيات القرن العشرين. أجرت منظمة (تي إن أو) بناءً على طلبٍ من وزارة الدفاع هذه التجارب التي اشتملت على استخدام غازات السارين، والتابون، والسومان، وغاز فرنسي معدَّل يسمى ستوف  X(المادة X)، والذي كان أكثر سُميَّة من السارين. أُجريت التجارب على الحيوانات في قرية هارسكامب وعلى مدى فيليورز للقصف، الواقع في جزيرة فليلاند.[بحاجة لمصدر] كانت التجارب الوحيدة بعد عام 1956، هي تلك التي أجريت بالاشتراك مع فرنسا وبلجيكا في صحراء الجزائر، والتي استُخدم فيها 6 كيلوغرامات من ستوف X. كان الخوف من هجوم قد يشنه الاتحاد السوفيتي هو السبب وراء هذه التجارب.